# Naturschutzgebiet Drübel
Das Naturschutzgebiet Drübel mit einer Größe von 9,27 ha liegt in Brilon. Der Drübel wurde bereits 1938 mit dem Gebiet Ammertenbühl als Landschaftsschutzgebiet ausgewiesen. 1958 erfolgte die Ausweisung als Naturschutzgebiet (NSG). Das Gebiet wurde 2008 mit dem Landschaftsplan Briloner Hochfläche durch den Hochsauerlandkreis erneut als NSG ausgewiesen.

## Gebietsbeschreibung

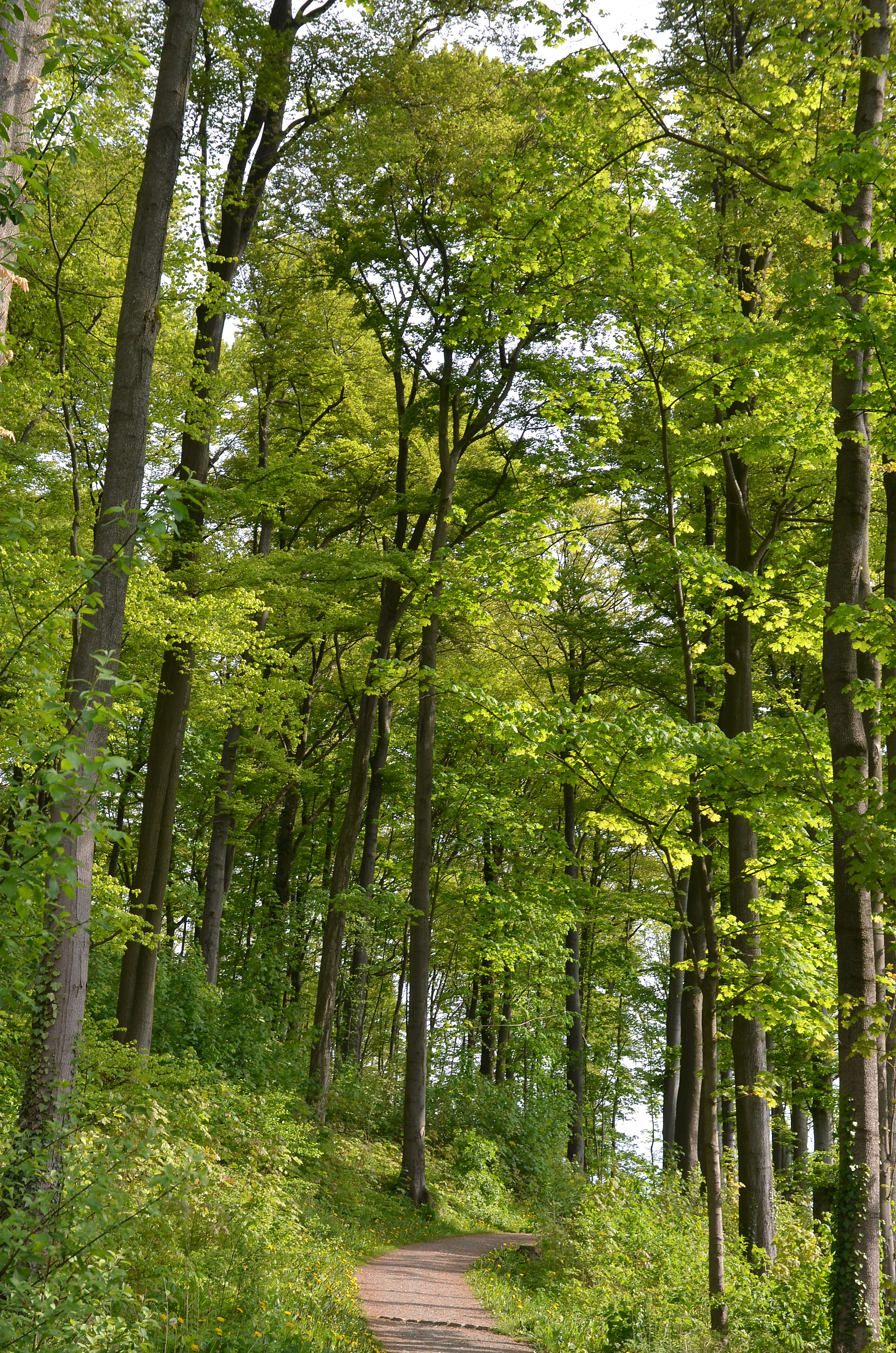
Weg im Drübel

Das NSG liegt im Südosten Brilons auf einem  Kalkbergrücken aus devonischen Massenkalken. Siedlungsbereiche umschließen das NSG fast vollständig. Nur die Ostspitze des NSG grenzt an Grünlandbereiche. Auf dem Bergrücken treten bis zu 8 m hohe Felsen zu Tage. Das NSG ist von Wald bedeckt. Dabei handelt es sich hauptsächlich um Rotbuchen- und Eschenwald. Auf kleineren Randbereichen finden sich Eichen und Ahorn. Randbereiche des NSG sind durch Gartenabfälle aus angrenzenden Hausgärten beeinträchtigt.
Es wurden durch das Landesamt für Natur, Umwelt und Verbraucherschutz Nordrhein-Westfalen Pflanzenarten wie Alpen-Johannisbeere, Aronstab, Berg-Goldnessel, Berg-Weidenröschen, Braunstieliger Streifenfarn, Buchenfarn, Busch-Windröschen, Christophskraut, Dreinervige Nabelmiere, Echte Nelkenwurz, Efeu, Eibe, Eichenfarn, Europäischer Queller, Frühlings-Platterbse, Fuchssches Greiskraut, Gefleckter Aronstab, Gelber Eisenhut, Gelbes Windröschen, Gemeiner Tüpfelfarn, Gewöhnliche Goldnessel, Gewöhnliches Pfaffenhütchen, Goldschopf-Hahnenfuß, Knotige Braunwurz, Maiglöckchen, Mauerlattich, Nesselblättrige Glockenblume, Quirl-Weißwurz, Ruprechtskraut, Sanikel, Scharbockskraut, Schöllkraut, Schwarze Teufelskralle, Vielblütige Weißwurz, Wald-Bingelkraut, Wald-Gelbstern, Wald-Habichtskraut, Wald-Labkraut, Waldmeister, Wald-Veilchen, Wolliger Hahnenfuß und Zerbrechlicher Blasenfarn nachgewiesen.
Das Landesamt für Natur, Umwelt und Verbraucherschutz Nordrhein-Westfalen führt zum Wert des Gebietes auf: „Der Drübel ist ein typischer Lebensraum der Briloner Kalkrücken und besticht durch seinen großen Artenreichtum auf engsten Raum. Er bietet somit zahlreichen, zum Teil gefährdeten Pflanzen- und Tierarten einen Lebensraum. Zudem ist er ein wichtiges Naherholungsgebiet und wird stark frequentiert. Ein Schaden entsteht durch die unnötig hohe Anzahl an Wegen.“

## Schutzzweck
Schutz der artenreichen Wälder im NSG. Wie bei allen Naturschutzgebieten in Deutschland wurde in der Schutzausweisung darauf hingewiesen, dass das Gebiet „wegen der Seltenheit, besonderen Eigenart und Schönheit des Gebietes“ zum Naturschutzgebiet wurde. Der Landschaftsplan führt zum Schutzzweck auf: „Erhaltung und Pflege eines artenreichen Kalkbuchenwaldes mit dem typischem Inventar auch seltener und gefährdeter Pflanzenarten; Schutz der Lebensraumqualität der flachgründigen, felsenreichen Sonderstandorte für die darauf angewiesene Fauna; Sicherung eines ortsnahen, naturraumtypischen Landschaftselementes der Briloner Hochfläche und seines Beitrags zur Vielfalt im Orts- und Landschaftsbild.“